# 61 Pułk Artylerii Przeciwlotniczej

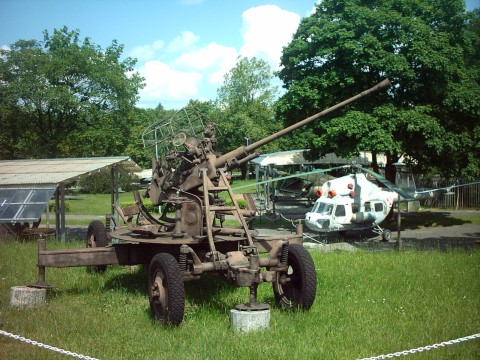
37 mm armata przeciwlotnicza wz. 1939

61 Pułk Artylerii Przeciwlotniczej – oddział artylerii przeciwlotniczej ludowego Wojska Polskiego
Sformowany we wsi Konstantynów koło Lublina na podstawie rozkazu Naczelnego Dowództwa Wojska Polskiego nr 8 z 20 sierpnia 1944 jako pułk przeciwlotniczy małego kalibru.
Przysięgę żołnierze pułku złożyli 25 października 1944 w Lublinie.
We wrześniu 1945 macierzysta 3 DAPlot (w tym 61 paplot) została przekształcona w 86 Pułk Artylerii Przeciwlotniczej.
Na podstawie rozkazu Nr 025/MON Ministra Obrony Narodowej z dnia 30 września 1967 65 Pułk Artylerii Przeciwlotniczej przyjął tradycje i nazwę 61 Pułku Artylerii Przeciwlotniczej.

## Dowódca
- mjr Prokofiew
- mjr Mikołaj Mołodcow

## Skład etatowy
Dowództwo i sztab
- 4 x bateria artylerii przeciwlotniczej
- kompania wielkokalibrowych karabinów maszynowych
- pluton sztabowy
- pluton amunicyjny
- kwatermistrzostwo

żołnierzy – 520
sprzęt:
- 37 mm armaty przeciwlotnicze - 24
- 12,7 mm przeciwlotnicze karabiny maszynowe - 16
- samochody - 69

## Działania bojowe
Pułk wchodził w skład 3 Dywizji Artylerii Przeciwlotniczej z 2 Armii WP.
Osłaniał forsowanie Nysy Łużyckiej. Walczył pod Górką, gdzie ogniem na wprost torował drogę pododdziałom piechoty. Toczył boje pod Budziszynem i Neudorf.
Szlak bojowy zakończył 9 maja 1945 pod Neustadt.
|  |  |  |  |  |